# Modelo Creighton de fertilidad
El modelo Creighton de fertilidad es un método natural de planificación familiar basado en el conocimiento de la fertilidad (MBCF) y en el uso de las observaciones del flujo cervical femenino. Al hacer seguimiento de las secreciones vaginales, que se originan en el cuello uterino o matriz, se pueden identificar los días fértiles, propicios para buscar un embarazo, y aquellos en los que no se esté ovulando. Junto a alguna pareja, se pueden observar los cambios y decidir cuándo mantener relaciones sexuales, de acuerdo con los objetivos de planificación familiar.

## Descripción
El Modelo Creighton es descrito por su creador el Dr. Hilgers como una modificación estandarizada del método de ovulación Billings (MOB). Empleando como punto de partida el conjunto de síntomas que conforman el ciclo reproductivo de la mujer, los especialistas pueden usar dicha información para enfocarse en ayudar a planificar las relaciones sexuales con la pareja o trazar un plan de tratamiento de reproducción asistida, que sea viable en determinados momentos del ciclo.
Cuando se habla de tratamientos de fertilidad, no es extraño que haya quienes piensan que la planificación familiar natural es equivalente al método del ritmo, pese a que numerosos expertos han explicado que este no es un sistema muy confiable para impedir la concepción. Según estimaciones, para evitar el embarazo, la tasa de fracaso del uso perfecto de Creighton fue del 0,5%, lo que significa que por cada año que 1000 parejas usan este método perfectamente, hay solo 5 embarazos no deseados. La tasa de fracaso del uso típico, que representa la fracción de parejas que usan este método que en realidad tuvieron un embarazo no deseado, es del 3,2 %.
Su funcionamiento se basa en la constatación de que, durante cada ciclo reproductivo, el cuerpo experimenta numerosos cambios hormonales que derivan en signos visibles de fertilidad. Precisamente, en eso se basa el modelo Creighton, ya que se enseña a observar, identificar y registrar la calidad de su flujo cervical de manera estandarizada para que se pueda programar, en conjunto con alguna pareja y médico especialista, el tratamiento de fertilidad más conveniente y las relaciones sexuales. Empleando los datos de Creighton, se puede conocer cuál es el período fértil, aún si las menstruaciones son irregulares (es decir, que no llegan cada 28 días), decidir si se quiere tener intimidad o no y pautar de manera segura las metas de planificación familiar.
En UNILIVE, una de las clínicas de reproducción asistida que hay en Puebla, los médicos especialistas explican que, en el período fértil, el flujo cervical toma una apariencia transparente, elástica y lubricante, parecida a la clara de huevo. Así que, cuando este flujo del cuello uterino es fértil, los espermatozoides tienen las condiciones necesarias para sobrevivir en el tracto reproductivo y, por ende, llegar al ovocito.